# طيران مدغشقر
طيران مدغشقر في الناقل الوطني لدولة مدغشقر و يقع مقرها في أنتاناناريفو، وتقدم خدماتها لعدة دول أوروبية وآسيوية و بعض الجزر في المحيط الهندي، كما أنها تقوم برحلات محلية و يقع مركزها في مطار إيفاتو الدولي.
كانت تمتلك حكومة مدغشقر نسبة (89.56٪) من الشركة في 2019، مع أرو (شركة تأمين) (5.5 ٪)، سونابار (شركة مساهمة وطنية حكومية) (2.53٪)، الخطوط الجوية الفرنسية (1.65٪)، نيويورك هافانا (0.32٪) والموظفون (0.39٪).

## الوجهات
تخدم طيران مدغشقر وجهات في إفريقيا وآسيا وأوروبا.

### اتفاقيات الرمز المشترك
أبرمت شركة طيران مدغشقر اتفاقية الرمز المشترك مع شركات الطيران التالية (اعتبارًا من يونيو 2018):
- طيران أوسترال
- طيران موريشيوس
- طيران سيشل[6]
- الاتحاد للطيران
- الخطوط الجوية الدولية التايلاندية

## الأسطول

### الأسطول الحالي

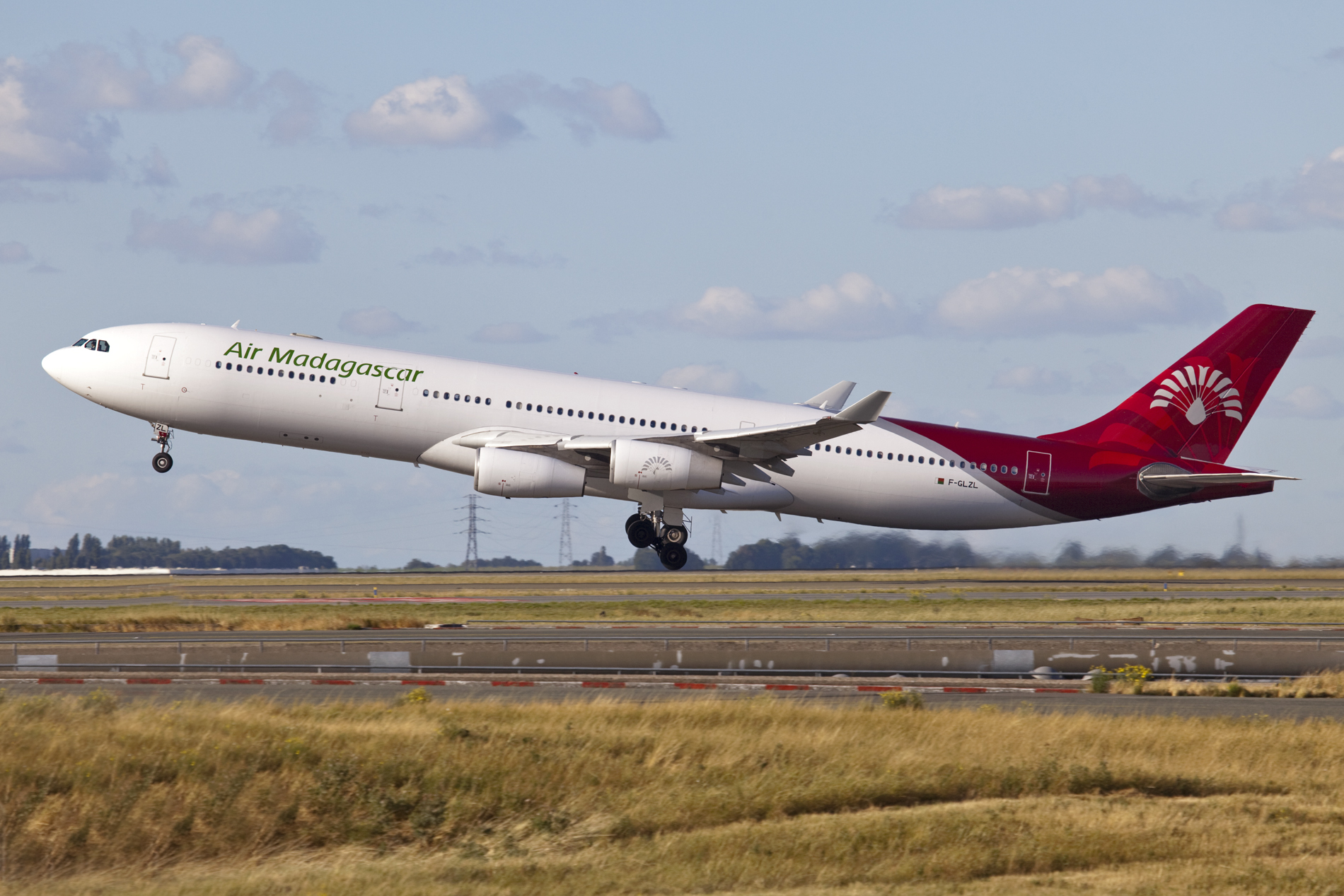
طيران مدغشقر إيرباص إيه 340.

اعتبارًا من أبريل 2020 يتكون أسطول طيران مدغشقر من الطائرات التالية:
| الطائرة                                | في الخدمة | المطلوبة | الركاب       | الركاب            | الركاب   | الركاب  | ملاحظات |
| الطائرة                                | في الخدمة | المطلوبة | رجال الأعمال | السياحية المتميزة | السياحية | المجموع | ملاحظات |
| -------------------------------------- | --------- | -------- | ------------ | ----------------- | -------- | ------- | ------- |
| إيرباص إيه 340                         | 1         | —        | 30           | 21                | 224      | 275     |         |
| إيه تي آر 72                           | 2         | —        | —            | —                 | 70       | 70      |         |
| إيه تي آر 72                           | 2         | —        | —            | —                 | 70       | 70      |         |
| بوينغ 737 الجيل القادم                 | 1         | —        | 8            | —                 | 156      | 164     |         |
| دي هافيلاند كندا دي إتش سي 6 توين أوتر | 3         | —        | —            | —                 | 19       | 19      |         |
| المجموع                                | 10        | 0        |              |                   |          |         |         |

### الأسطول التاريخي
سبق لشركة طيران مدغشقر تشغيل الطائرات التالية:
- إيه تي آر 42
- إيه تي آر 42
- بوينغ 707
- بوينغ 737
- بوينغ 737
- بوينغ 747
- بوينغ 767
- بوينغ 767
- بوينغ 777
- دوغلاس دي سي-3
- دوغلاس دي سي-4
- إيروسباسيال إن 262

### تطوير الأسطول
خلال منتصف العقد الأول من القرن الحالي، كانت شركة طيران مدغشقر تتطلع إلى تجديد أسطولها. سحبت طائرتا بوينغ 737-200 القديمتين (أستلمتهما الشركة في عام 1970)، والتي كان متوسط عمرهما 36.7 عامًا في عام 2006 واستبدلا بطائرة بوينغ 737 كلاسيك. ثم استبدلت شركة الطيران خمس طائرات بوينغ 767 بطائرة بوينج بوينغ 777. ولكن استبدالت طائرة 777 في منتصف عمرها بطائرتين من طراز إيرباص إيه 340 مستأجرتين من الخطوط الجوية الفرنسية من مارس 2012 حتى 2018.